# Murchison (rivière de Nouvelle-Zélande)
Pour les articles homonymes, voir Murchison.
La rivière Murchison  (en anglais : Murchison River) siège dans les limites du Parc national Aoraki/Mount Cook dans l’Île du Sud de la Nouvelle-Zélande.

## Géographie
Elle est alimentée par le glacier Murchison (en) et s’écoule dans le lac Tasman (en), qui lui-même, alimente la rivière Tasman.